# Taeniochromis holotaenia
Рід Taeniochromis складається з єдиного виду риб родини цихлові  — Taeniochromis holotaenia (Regan 1922), зустрічається в озері Ньяса.